# Kumbi
Kumbi là một thị xã và là một nagar panchayat của quận Bishnupur thuộc bang Manipur, Ấn Độ.

## Nhân khẩu
Theo điều tra dân số năm 2001 của Ấn Độ, Kumbi có dân số 7947 người. Phái nam chiếm 50% tổng số dân và phái nữ chiếm 50%. Kumbi có tỷ lệ 63% biết đọc biết viết, cao hơn tỷ lệ trung bình toàn quốc là 59,5%: tỷ lệ cho phái nam là 71%, và tỷ lệ cho phái nữ là 55%. Tại Kumbi, 13% dân số nhỏ hơn 6 tuổi.